# Collège Françoise d'Amboise Chavagnes
Vous venez d’apposer le modèle de débat d'admissibilité.
Avant toute chose, veuillez créer la page de débat correspondante en cliquant ici.
- Une fois la page de vote initialisée, rafraîchissez cette page, et le bandeau prendra son aspect définitif.
- Si votre débat d'admissibilité est groupé (le motif et l’argumentation doivent être les mêmes), modifiez cette page pour ajouter au modèle le paramètre « cat » suivi du nom de la page de discussion de l’article pour lequel la page de débat existe déjà (ex. : cat=Discussion:Nom_de_l'autre_article). Ensuite, suivez les nouvelles instructions qui apparaissent.
- Vous pouvez également utiliser le paramètre « type » pour faciliter l’accès aux critères d’admissibilité. Exemple : {{suppression|type=mot-clé}}. Liste des mots-clés existants : fiction, musique, art visuel, fanzine, jeu de société, porno, sportif, association, enseignement, société, site web, route, nombre, (Liste complète ici).

| 1. | Créez la page de débat d'admissibilité.                                                                      | Sauvegardez d’abord la page pour l’initialiser puis indiquez votre motivation.                               |
| 2. | Important : ajoutez une entrée dans la section Débat d'admissibilité du jour.                                | Utilisez ce texte : *{{L\|Collège Françoise d'Amboise Chavagnes}}                                            |
| 3. | Pensez à informer les contributeurs principaux de la page et les projets associés lorsque cela est possible. | Utilisez ce texte : {{subst:Avertissement débat d'admissibilité\|Collège Françoise d'Amboise Chavagnes}}~~~~ |

 (mars 2019).
Si vous disposez d'ouvrages ou d'articles de référence ou si vous connaissez des sites web de qualité traitant du thème abordé ici, merci de compléter l'article en donnant les références utiles à sa vérifiabilité et en les liant à la section « Notes et références ».
Le collège Chavagnes est un collège catholique mixte situé à Nantes, rue Mondésir, dans le quartier Hauts-Pavés - Saint-Félix. Le collège a été créé en 1857 par les sœurs de Chavagnes sous le nom de Institution Françoise d'Amboise. Le collège est renommé collège Chavagnes en 2017 lors de la formation du groupe scolaireExternat-Chavagnes avec l'externat des Enfants Nantais.

## Histoire

### Origines
En 1857, les sœurs Ursulines de Jésus (Chavagnes-en-Paillers) cherchent à ouvrir un établissement d’enseignement pour jeunes filles à Nantes. Elles achètent alors le 18 décembre le « Jardin Robert », propriété d’un avocat nantais afin d’y faire construire leurs futurs locaux.
La première pierre des bâtiments est posée en 1859, la dernière le sera en 1905.
À la suite de la loi de séparation des Églises et de l'État, les congrégations enseignantes ayant été interdites, l'établissement abandonne le nom « Chavagnes » se référant aux sœurs de Chavagnes pour adopter celui de la bienheureuse Françoise d'Amboise, ceci afin de protéger les élèves et l'institution.
L’établissement se modernise considérablement dans les années 1910 avec l'installation du gaz et de l'électricité (1912-1913). L'année 1914 voit l'installation du téléphone.

### 1914-1918: un établissement aux différentes fonctions
Au cours de la Première Guerre mondiale, l'établissement contribue à l'effort de guerre en accueillant un hôpital militaire dès le début du conflit : 
« Le 2 août 1914 les sœurs du pensionnat décident avec l'accord du conseil d'administration de diviser le pensionnat en deux parties, l'une des parties pour les sœurs et l'autre à la disposition du service de santé ».
L'établissement ne pouvant assurer l'enseignement à cause de sa nouvelle activité médicale, les cours sont alors dispensés dans un hôtel particulier à proximité de l'institution. Seul le pensionnat fonctionne encore afin de loger les jeunes filles.
À la fin de la Guerre, commence l'aménagement d'un troisième dortoir en prévision d'un grand nombre d'élèves. En 1925, l'établissement est entièrement repeint.

### 1939-1945: le pensionnat sous l'Occupation
Lors de la Seconde Guerre mondiale, l'institution Françoise d'Amboise devient à nouveau un hôpital permettant d’accueillir des soldats.
Au départ consacré à l'armée française, l'établissement est dès la fin du mois de juin 1940 occupé par l'armée allemande.
En 1943 les sœurs quittent le bâtiment pour rejoindre leur couvent de Vendée.
À la Libération, les sœurs de Chavagnes reprennent leurs activités scolaires au sein de l'Institution.

### Après 1945: mixité et modernisation
Après 1945, l'institution Françoise d’Amboise reprend ses activités pour préparer les filles aux épreuves du baccalauréat. Dans les années après la guerre, l'établissement connait un grand succès car il y a alors peu de lycées privés de filles. Même si l'importance de l'enseignement privé diminue par rapport à l'enseignement public de plus en plus de jeunes filles font leurs rentrée au pensionnat.
Avec l'aide financière du personnel et d'autres mécènes, l'école rénove une partie du collège. Pour moderniser l'établissement, une salle de cinéma est installée en 1958 sous la chapelle.
Avec la loi Debré, le collège devient un établissement sous contrat avec l'État.
En 1962, l'école est classée dans la catégorie : « ancien collège national classique et moderne ».
De 1962 à nos jours, de nombreuses rénovations sont réalisées :
- La salle de réception au second étage de l'aile de l'externat est transformée au début des années soixante pour y aménager quatre classes
- une grande salle de sport est construite dans le jardin du côté de la clinique Saint-Damien.
- en 1962, le réfectoire est transféré du premier étage au rez-de-chaussée.

Après 1970, le primaire et le secondaire de l'Institution Françoise d’Amboise sont séparés.
En 1973, la direction de l'Institution est confiée à un laïc.
L'établissement devient mixte en 1984 pour le lycée et 1985 pour le collège.
Le lycée est fusionné avec celui de l'Externat des Enfants-Nantais en 2016. L'ensemble des locaux sont alors occupés par le collège.

## Architecture

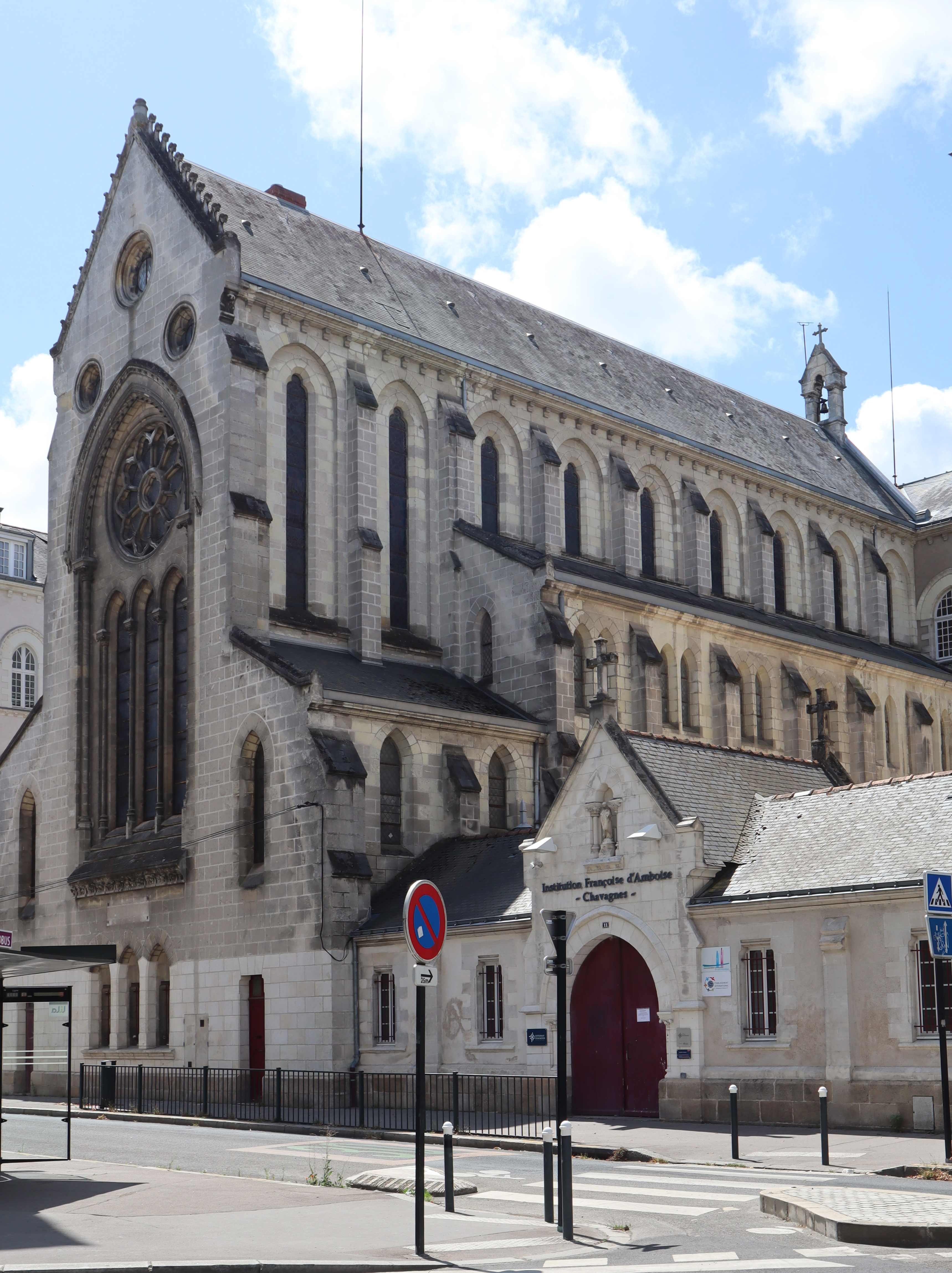
La chapelle de l'Institution Françoise d'Amboise.

### Les bâtiments académiques
Le bâtiment de style Néogothique est construit en forme de H avec la chapelle au centre sur le même plan que le couvent des Ursulines à Chavagnes-en-Paillers.

### La chapelle
La chapelle se situant au centre des bâtiments et est visible depuis la rue Mondésir. Elle est utilisée pour les messes de l’établissement et sa crypte sert de salle de cinéma.
La première pierre de la chapelle est posée en juillet 1878.
Celle-ci est de style néogothique d'une grande nef, de deux bas-côtés ainsi qu'un triforium et une tribune. Les vitraux ont été réalisés par Eugène Denis, maître verrier, qui a aussi réalisé ceux de la cathédrale de Nantes.

## Sources
- Magaly Garreau, Histoire d'une maison d'éducation pour demoiselles devenue un collège et lycée mixtes : histoire de l'institution Françoise d'Amboise de sa fondation à nos jours (1857-1994), Nantes, Gecop, 1995, 157 p.
- Livre d'or : centenaire de l'institution Françoise d'Amboise 1859-1959, Nantes, 1959